# Пура (река)
Пура — река в Красноярском крае России. Длина реки составляет 348 км, площадь водосборного бассейна — 28 300 км².
В XVII веке называлась Пыра. Протекает по территории Таймырского Долгано-Ненецкого района. Вытекает из Второго Пуринского озера на высоте 19 м над уровнем моря. Впадает в реку Пясину в 157 км от её устья по левому берегу. Высота устья — 0,15 м над уровнем моря.

## Притоки (км от устья)
- 59 км — река Малая Пура (Лылы) (лв)
- 125 км — река Нижняя Буотанкага (пр)
- 146 км — река Быстрая (Янтодода) (лв)
- 166 км — река Моховая (лв)

## Данные водного реестра
По данным государственного водного реестра России и геоинформационной системы водохозяйственного районирования территории РФ, подготовленной Федеральным агентством водных ресурсов:
- Бассейновый округ — Енисейский
- Речной бассейн — Пясина
- Речной подбассейн — отсутствует
- Водохозяйственный участок — Пясина и другие реки бассейна Карского моря от восточной границы бассейна Енисейского залива до западной границы бассейна реки Каменной
- Код водного объекта — 17020000112116100131400.